# Merhawi Kudus
Merhawi Kudus Ghebremedhin (Asmara, 23 januari 1994) is een Eritrees wielrenner.

## Carrière
Eind 2013 liep hij stage bij het Franse Bretagne-Séché Environnement en daarna reed hij voor het Zuid-Afrikaanse MTN-Qhubeka en haar opvolger Team Dimension Data. Na later voor Astana-Premier Tech en EF Education-EasyPost te hebben gereden stapte hij in 2024 over naar de Maleisische wielerploeg Terengganu Cycling Team.
Hij werd Eritrees kampioen op de weg in 2018 en 2022 en tijdritkampioen in 2021.

## Belangrijkste overwinningen
2012
1e etappe Ronde van Rwanda
2013
Bergklassement La Tropicale Amissa Bongo
4e etappe Ronde van Eritrea
Jongerenklassement Ronde van León
2014
Jongerenklassement Route du Sud
2015
 Afrikaans kampioen ploegentijdrijden, Elite
(met Berhane, Debesay, Teklehaimanot)
 Eritrees kampioen tijdrijden, beloften
2016
 Eritrees kampioen tijdrijden, beloften
 Eritrees kampioen op de weg, beloften
2017
Jongerenklassement Ronde van Oman
2018
 Eritrees kampioen op de weg, elite
2019
2e en 3e etappe Ronde van Rwanda
Eindklassement Ronde van Rwanda
2021
 Eritrees kampioen tijdrijden, elite
2022
 Eritrees kampioen op de weg, elite
2024
 Ploegentijdrit op de Afrikaanse Spelen
4e etappe Ronde van Ijen
Eind- en bergklassement Ronde van Ijen

## Resultaten in voornaamste wedstrijden
| Jaar | Ronde van Italië | Ronde van Frankrijk | Ronde van Spanje |
| ---- | ---------------- | ------------------- | ---------------- |
| 2014 |                  |                     | 92e              |
| 2015 |                  | 84e                 |                  |
| 2016 | 37e              |                     | 38e              |
| 2017 |                  |                     | opgave           |
| 2018 |                  |                     | 31e              |
| 2019 |                  |                     |                  |
| 2020 |                  |                     | 58e              |
| 2021 |                  |                     |                  |
| 2022 | 61e              |                     | 79e              |

| Jaar | Milaan-San Remo | Luik-Bast.‑Luik | Ronde van Lombardije | Waalse Pijl |  | WK op de weg |  | Wereldranglijsten |
| ---- | --------------- | --------------- | -------------------- | ----------- |  | ------------ |  | ----------------- |
| 2014 | 104e            |                 |                      | 74e         |  |              |  |                   |
| 2015 |                 | 51e             |                      |             |  |              |  |                   |
| 2016 |                 | 53e             |                      |             |  |              |  |                   |
| 2017 |                 |                 |                      | 73e         |  |              |  | 188e (UWT)        |
| 2018 |                 |                 | 70e                  |             |  | 41e          |  | 218e (UWT)        |
| 2019 |                 |                 |                      |             |  |              |  | 117e (UWR)        |
| 2020 |                 | 59e             |                      | 46e         |  | 67e          |  |                   |
| 2021 |                 |                 |                      |             |  | 50e          |  |                   |
| 2022 |                 |                 |                      |             |  | 69e          |  |                   |

### Resultaten in kleinere rondes
| Jaar | UAE Tour | Ronde van Catalonië | Ronde van het Baskenland | Ronde van Romandië | Critérium du Dauphiné | Ronde van Zwitserland | Ronde van Polen | Ronde van Guangxi |
| ---- | -------- | ------------------- | ------------------------ | ------------------ | --------------------- | --------------------- | --------------- | ----------------- |
| 2014 |          |                     |                          |                    |                       |                       |                 |                   |
| 2015 |          |                     |                          |                    |                       |                       |                 |                   |
| 2016 |          | 21e                 |                          | 17e                |                       | opgave                |                 |                   |
| 2017 | 43e      |                     | 38e                      | 42e                |                       | 15e                   |                 |                   |
| 2018 |          |                     |                          | 26e                |                       | 27e                   |                 |                   |
| 2019 |          | 27e                 |                          | ↑                  |                       | 25e                   | 23e             | 17e               |
| 2020 | 26e      |                     |                          |                    | 81e                   |                       |                 |                   |
| 2021 |          | 62e                 |                          |                    |                       |                       |                 |                   |
| 2022 | 35e      | 50e                 |                          |                    |                       |                       |                 |                   |
| 2023 |          |                     | 68e                      |                    |                       |                       |                 |                   |

## Ploegen
- 2013 –  Bretagne-Séché Environnement (stagiair vanaf 1 augustus)
- 2014 –  MTN-Qhubeka
- 2015 –  MTN-Qhubeka
- 2016 –  Team Dimension Data
- 2017 –  Team Dimension Data
- 2018 –  Team Dimension Data
- 2019 –  Astana Pro Team
- 2020 –  Astana Pro Team
- 2021 –  Astana-Premier Tech
- 2022 –  EF Education-EasyPost
- 2023 –  EF Education-EasyPost
- 2024 –  Terengganu Cycling Team
- 2025 –  Burgos Burpellet BH

Bideau · Corbel · Delpech · Dion · Duret · Fonseca · Gérard · Guillou · Jarrier · Koretzky · Laengen · Le Montagner · Lequatre · Malacarne · Périchon · Sepúlveda · Vachon · Kudus (stagiair) · Seigneur (stagiair)
Augustyn · Ciolek · Debesay · Dougall · Gerdemann · Grmay · Janse van Rensburg · Jim · Konovalovas · Kudus · Meintjes · Niyonshuti · Pardilla · Potgieter · Reguigui · Reimer · Russom · Sbaragli · Stauff · Teklehaimanot · Tewelde · Thomson · van Niekerk · Venter · Wesemann · van Zyl · Hník (stagiair)
Berhane · Boasson Hagen · Bos · Brammeier · Ciolek · Cummings · Dougall · Farrar · Goss · R.Janse van Rensburg · J.Janse van Rensburg · Jim · Kudus · Meintjes · Niyonshuti · Pauwels · Reguigui · Sbaragli · Stauff · Teklehaimanot · Thomson · van Zyl · Venter · Julius (stagiair)
Antón · Berhane · Boasson Hagen · Bos · Brammeier · Cavendish · Cummings · Debesay · Dougall · Eisel · Farrar · Fraile · Haas · J.Janse van Rensburg · R.Janse van Rensburg · Jim · Kudus · Meyer · Niyonshuti · Pauwels · Reguigui · Renshaw · Sbaragli · Siwtsow · Teklehaimanot · Thomson · Venter · van Zyl · Eyob (stagiair) · Gebreigzabhier (stagiair) · Gibbons (stagiair)
Antón · Berhane · Boasson Hagen · Cavendish · Cummings · Debesay · Dougall · Eisel · Farrar · Fraile · Gibbons · Haas · J. Janse van Rensburg · R. Janse van Rensburg · King · Kudus · Morton · Niyonshuti · O'Connor · Pauwels · Reguigui · Renshaw · Sbaragli · Teklehaimanot · Thomson · Thwaites · Venter · van Zyl · Dlamini (stagiair) · Eyob (stagiair) · Gebreigzabhier (stagiair)
Antón · Berhane · Boasson Hagen · Cavendish · Cummings · Davies · Debesay · Dlamini · Dougall · Eisel · Gebreigzabhier · Gibbons · J. Janse van Rensburg · R. Janse van Rensburg · King · Kudus · Meintjes · Morton · O'Connor · Pauwels · Renshaw · Slagter · Thomson · Thwaites · Venter · Vermote · van Zyl
Ballerini · Bilbao · Bïjigitov · Boaro · Bohórquez · Cataldo · Contreras · Cort · De Vreese · Fominykh · Fraile · Fuglsang · Gïdïç · Gregaard · Groezdev · Hirt · Houle · G. Izagirre · J. Izagirre · Kudus · Loetsenko · López · Natarov · Sánchez · Stalnov · Villella · Zacharov · Zejts
Aranburu · Bïjigitov · Boaro · Bohórquez · Contreras · De Vreese · Felline · Fominykh · Fraile · Fuglsang · Gïdïç · Gregaard · Groezdev · Houle · G. Izagirre · J. Izagirre · Kudus · Loetsenko · López · Martinelli · Natarov · Pronskïÿ · Rodríguez · Sánchez · Stalnov · Tejada · Vlasov · Zacharov
Aranburu · Battistella · Boaro · Broesenski · Contreras · de Bod · Fjodorov · Felline · Fraile · Fuglsang · Gïdïç · Gregaard · Groezdev · Houle · G. Izagirre · J. Izagirre · Kudus · Loetsenko · Martinelli · Natarov · Perry · Piccolo tot 31 mei · Pronskïÿ · Rodríguez · Romo · Sánchez · Sobrero · Stalnov · Tejada · Vlasov · Zacharov
Arroyave Cañas · Bettiol · Bissegger   · Caicedo · Camargo · Carr · Carthy · Cepeda (vanaf 1/8) · Chaves · Cort · Doull · Eiking · Guerreiro · Healy · Howes (tot 31/7) · Keukeleire · Kudus · Langeveld · Morton (tot 31/7) · Nakane · Padun · Piccolo (vanaf 1/8) · Powless · Quinn · Rutsch · Scully · Shaw · Steinhauser · Urán · Valgren · J. van den Berg · M. van den Berg · Wiśniowski
Amador · Bettiol · Bissegger   · Caicedo · Camargo · Carapaz · Carr · Carthy · Cepeda · Chaves · Cort · de Bod · Doull · Eiking · Healy · Honoré · Keukeleire · Kudus · Padun · Piccolo · Powless · Quinn · Rutsch · Scully · Shaw · Steinhauser · Urán · J. van den Berg · M. van den Berg · Wiśniowski · van der Lee (stagiair)